# یواس‌اس سالم (سی‌ال-۳)
یواس‌اس سالم (سی‌ال-۳) (به انگلیسی: USS Salem (CL-3)) یک کشتی بود که طول آن ۴۲۳٫۱ فوت (۱۲۹٫۰ متر) بود. این کشتی در سال ۱۹۰۷ ساخته شد.